# Gurne dell'Alcantara
Pour les articles homonymes, voir Alcantara.
Les Gurne dell'Alcantara sont une série de petits lacs du fleuve Alcantara situés dans la vallée du même nom en Sicile.

## Description
Cela représente seize petits lacs formés dans le lit de lave de l'Alcantara, de forme ronde et retombant l'un vers l'autre. La largeur des « lagons » varie entre 5 et 30 mètres de diamètre, avec une profondeur allant de 5 à 10 mètres. Les piscines naturelles sont entièrement situés sur le territoire de Francavilla di Sicilia derrière la colline où se trouvent les ruines du château, le dernier fond naturel est situé près de Fondaco Motta. Selon un itinéraire alternatif : en s'arrêtant à Castiglione di Sicilia, il est possible de visiter l'église de Santa Domenica o Cuba d'où part un sentier évocateur qui, le long de la rivière, atteint les gorges de l'Alcantara.
En 2006, le parc fluvial de l'Alcantara mit en place un sentier de grande randonnée où les petits lacs sont visibles en sécurité, accompagné de panneaux d'instructions en fonction des lieux visités, y compris les vestiges d'une cité grecque et les vestiges d'un moulin qui fournissait dès 1896 l'éclairage électrique à Francavilla di Sicilia.

## Galerie d'images

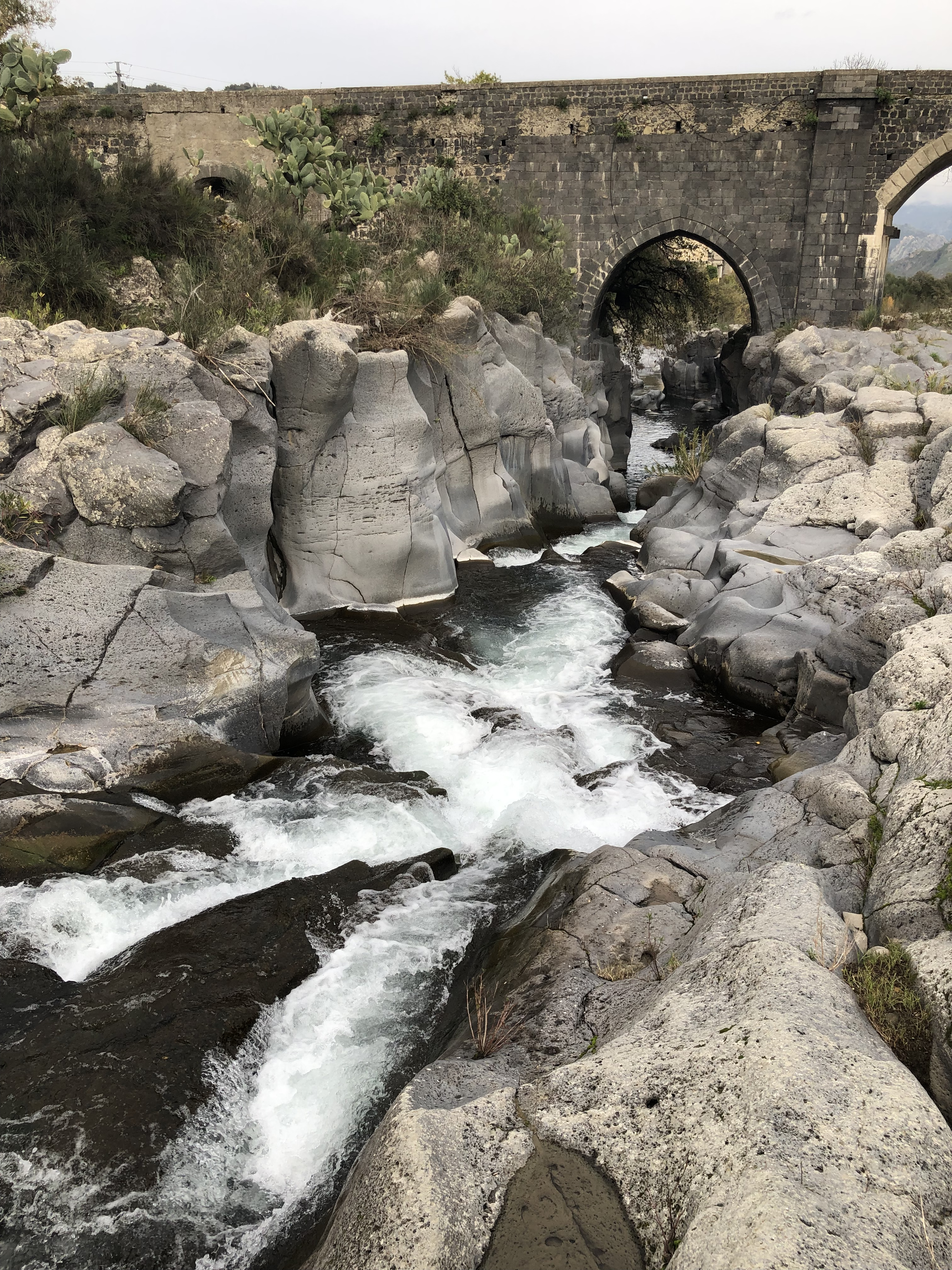
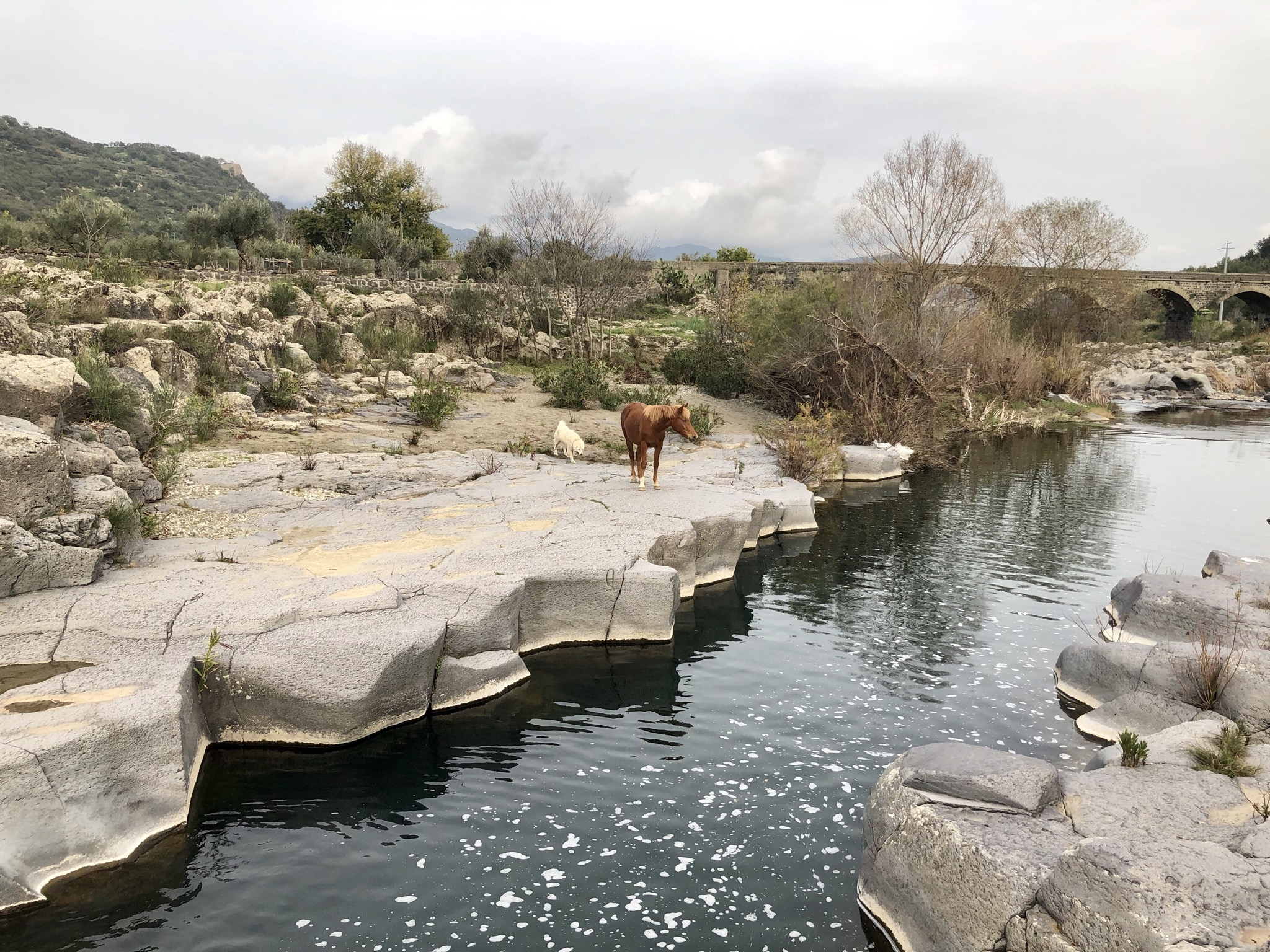
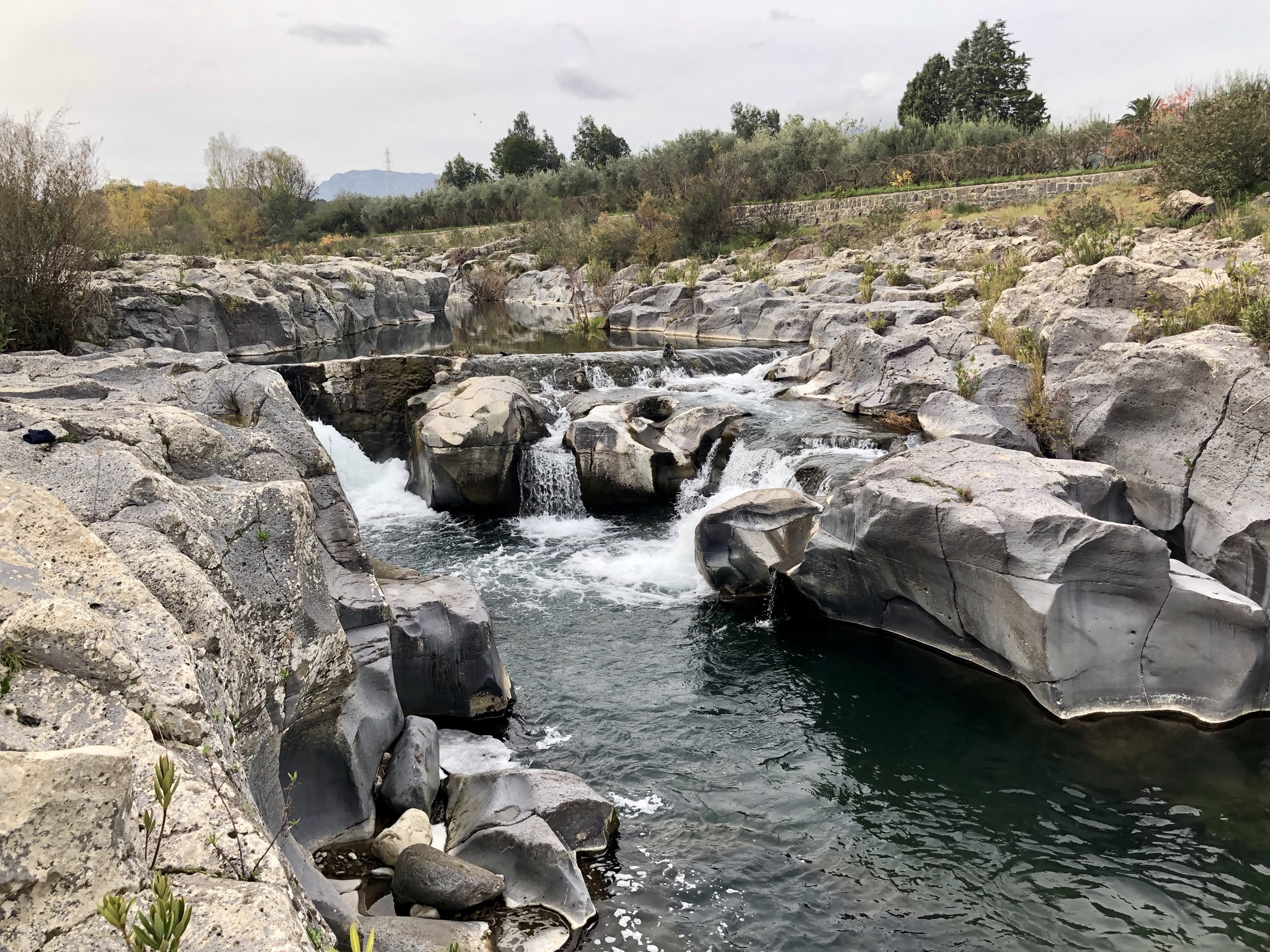